# Paul Marie Viollet
Paul Marie Viollet (Tours, França, 24 de outubro de 1840 — 1914) foi um historiador francês.
Depois de servir como secretário em sua cidade natal, Viollet foi arquivista nos Archives nationales em Paris (1866) e posteriormente bibliotecário na faculdade de direito. Foi nomeado professor de direito civil e canônico da École des chartes em 7 de junho de 1890.
Sua contribuição concentrou-se principalmente na história do direito e das instituições e sobre esses temas ele publicou:
- Droit public: Histoire des institutions politiques et administratives de la France (1890-98)
- Précis de l'histoire du droit français (1886).